# California Dreamin' (филм)
California Dreamin' (рум. California Dreamin' (Nesfârșit)) је румунски филм из 2007. године. Режирао га је Кристијан Немеску који је погинуо у саобраћајној несрећи током завршних радова на монтажи у августу 2006. Филм је снимљен према истинитом догађају који се десио током НАТО бомбардовања Савезне Републике Југославије.

## Радња
Прича се дешава у Румунији током НАТО бомбардовања Савезне Републике Југославије. Након неколико недеља бомбардовања Србије, НАТО одлучује да постави радар у Румунији. Воз који превози америчке војнике и радарску опрему, зауставља се на станици Бараган у округу Калараши, гдје се Американци сусрећу са управником мале жељезничке станице који од њих тражи царинску дозволу. И поред дозволе за пролаз коју је америчким војницима издао председник Румуније, управник станице и даље инсистира на поштовању царинских прописа и успјева да војнике заједно са радарском опремом задржу у станици пет дана.
Долазак америчких војника изазива еуфорију становништва малог насеља, који организију свечани дочек и лимени оркестар. Многи у доласку Американаца виде прилику да зараде паре. Прича повлачи паралелу о америчком бомбардовању Румуније 1944. и америчким војницима у Румунији 1999. године, истражује улогу САД у иностраној политици и поставља питање културних разлика између истока и запада. Филм је уједно и приказ колонијалног става великих сила према малима.

## Улоге
| Глумац           | Улога                    |
| ---------------- | ------------------------ |
| Арманд Асанте    | капетан Џонс             |
| Џејми Елман      | наредник Дејвид Макларен |
| Разван Василеску | шеф жељезничке станице   |

## Награде
- Главна награда жирија, Нови фестивал ауторског филма, Београд 2007.[1]
- Награда ФИПРЕСЦИ, Београд 2007.[1]
- Награда Извјестан поглед (Prix Un Certain Regard), Кански филмски фестивал 2007.[4][5]
- Специјална награда жирија за сценографију, Међунаропдни филмски фестивал у Торуну, Пољска[5]
- Награда Златни соко, Филмски фестивал у Ибизи, Шпанија[5]
- Награда жирија, Филмски фестивал у Рабату[5]
- Награда Ирис, Европски филмски фестивал у Бриселу[5]